# Adirondackgebergte
Het Adirondackgebergte is een bergketen in het noordoosten van de staat New York in de Verenigde Staten.
Geografen beschouwen het Adirondackgebergte vaak als een deel van de Appalachen, maar geologisch zijn ze een uitloper van de Laurentiden in Canada, gelegen op de rand van het Canadees Schild. Het gebergte wordt in het oosten begrensd door het Champlainmeer en Lake George, die het gebergte scheiden van de Green Mountains in Vermont. Het dal van de rivier de Mohawk is de zuidelijke grens, terwijl de Black River in het westen de scheiding vormt met het Tug Hill Plateau.
In het Adirondackgebergte ligt het meer Lake Placid en de gelijknamige plaats Lake Placid, bekend door de Olympische Winterspelen die daar in 1932 en 1980 gehouden werden.